# Callitris fothergillii
Callitris fothergillii är en cypressväxtart som först beskrevs av James Forbes, och fick sitt nu gällande namn av John Claudius Loudon. Callitris fothergillii ingår i släktet Callitris och familjen cypressväxter. Inga underarter finns listade i Catalogue of Life.